# یو اینابا
یو اینابا (انگلیسی: Yu Inaba؛ زادهٔ ۱۲ ژانویهٔ ۱۹۹۳) بازیگر اهل ژاپن است.